# Тајне авантуре кућних љубимаца (франшиза)
Тајне авантуре кућних љубимаца (енгл. The Secret Life of Pets) амерички је анимирани медијска франшиза креиран од стране Илуминејшона. У режији Криса Реноа, у серији глуме гласови Ерик Стоунстрит, Кевин Харт, Џени Слејт, Ели Кемпер, Лејк Бел и Дејна Карви између осталих. Први филм, Тајне авантуре кућних љубимаца, објављен је 8. јула 2016. и добио је позитивне критике критичара. Други филм, Тајне авантуре кућних љубимаца 2, објављен је 7. јуна 2019. у САД и добио је различите критике критичара. Серија је до сада зарадила 1,3 милијарде долара.
Филмови прате групу припитомљених кућних љубимаца који се упуштају у разне авантуре ван удобности свог стамбеног комплекса.

## Филмови

### Тајне авантуре кућних љубимаца(2016)
Прави живот једне ужурбане стамбене зграде на Менхетну почиње када екипа на две ноге оде на посао или у школу. Тада љубимци с различитим пругама, крзнима и перјем почињу своју осмочасовну рутину: друже се једни с другима, препричавају догодовштине с њиховим власницима, набацују неодољив изглед да би добили боље грицкалице и гледају канал Анимал Планет као да је реч о ријалити програму.
Главни пас у згради, Макс, оштроумни теријер спасен са улице који је убеђен да је средиште универзума његове власнице Кејти, доживљава да му се живот окрене наглавачке када она кући доведе Ђука, аљкавог и огромног мешанца без трунке знања о понашању према другима. Када се овај неочекивани двојац нађе на опасним улицама Њујорка, морају различитости да ставе на страну и уједине се против пуфнастог, али препреденог, зеке по имену Грудвица, који гради војску љубимаца које су напустили њихови власници и жели да се освети човечанству и све то пре но што се Кејти врати кући за вечеру.

### Тајне авантуре кућних љубимаца 2(2019)
Теријер Макс суочава се са великим преокретима у животу. Његова власница сада је удата жена и има сина Лијама. Макс је толико забринут због дечакове безбедности, да је почео да добија тикове на нервној бази. На породичном одмору, на фарми ван града, Макс и његов другар Ђук сусрешће се са кравом нетолерантном на псе, непријатељски настројеном лисицом и застрашујућом ћурком, који само појачавају Максову анксиозност. На сву срећу, Макс ће добити важне савете од ветерана са фарме, пса Рустера. Он ће погурати Макса да се суочи са својим страховима, пронађе свог унутрашњег алфа мужјака и Лијаму да мало слободе.
За то време, у граду, док јој је власница одсутна, одважна померанка Дивна, уз помоћ пријатељице, мачке Клои која је открила радост коју пружа мачија трава, покушава да спасе Максову омиљену играчку која се нашла у стану препуном мачака.
А шашави, али преслатки зека Грудвица живи у заблуди да је суперхерој, од тренутка када је његова власница Моли почела да га облачи у суперхеројске пиџамице. Али, када се појави Дејзи, неустрашива ши цу, и затражи Грудвичину помоћ због опасне мисије, он ће морати да нађе храброст и постане јунак какав се само претварао да је.